# Фирма ресторанов кавказских вин и кухни «Кн. Бр. Макаевы»
Фирма ресторанов кавказских вин и кухни «Кн. Бр. Макаевы» — сеть ресторанов и винных погребов, действовавшая в Санкт-Петербурге с 1886 года и принадлежавшая братьям Макаевым. Были одними из первых и самых успешных заведений грузинской кухни и грузинских вин. 
Сами Макаевы или Макашвили — были одним из старейших грузинских княжеских родов Кахетинского царства и занимались торговлей натуральными виноградными винами. Члены семьи переехали в Петербург, по адресу Литейного проспекта №  31 и князь Дмитрий Васильевич Макаев (1861 — 1918 Икалто) с братом Ильей Васильевичем Макаевым (1863 Икалто — ?) открыли винные погреба в Петербурге под маркой «Князья братья Макаевы» для продажи вина и затем расширили свою деятельность и при погребах окрыли рестораны. 
К 1911 году Макаевы держали винные погреба в Кирпичном переулке № 7, на углу Николаевской улицы и Невского проспекта и на Караванной улице № 14. Тогда считались, что именно Макаевы сыграли ключевую роль в популяризации грузинской кухни и грузинских вин среди петербуржцев к началу XX века. В то же время другие кавказские предприниматели пытались открывать винные погреба, но через несколько лет возвращались на родину. В 1912 году Макаевы предприняли попытку открыть крупный ресторан на Вознесенском проспекте, но не известно, удалось ли им это сделать. 
Рестораны Макаевых любили посещать представители грузинской диаспоры, а также горожане других национальностей, у которых популярностью пользовались пловы, чахохбили и шашлыки. Блюда готовились на мангалах и в шашлычных печах. Макаевы сыграли важную роль в популяризации кавказской кухни в Санкт-Петербурге. Если ранее кавказская кухня оставалась экзотикой, в 1910-х годах многие известные рестораны уже начали приглашать к себе шашлычников.
История вин и ресторанов Макаевых закончилась в 1917 году, когда при временном правительстве Дмитрий Макаев был арестован за нарушение сухого закона и посажен на три месяца в тюрьму вместе с владельцами ресторана «Медведь» и кафешантана «Вилла Родэ».